# كفر كلا
كَفْرُ كِلَا هي إحدى القرى اللبنانية من قرى قضاء مرجعيون في محافظة النبطية.

## نبذه عن البلدة
هي بلدة صغيرة تقع في أقصى الجنوب اللبناني. تبعد عن بيروت (العاصمة اللبنانية) حوالي 96 كم. كلمة كفر كلا مكونة من ‘كَفْر’ وهي (القرية) و‘كلا’ معناها (العروس)، أي قرية العروس. إجمالي عدد سكان القرية حوالي هو 14500، حيث يزداد عدد قاطنيها بشكل كبير خلال فصل الصيف. الارتفاع حوالي 200 متر عن مستوى سطح البحر. كفر كلا تمتاز بمنتوجها الزراعي الفاخر من زيت الزيتون ، إلى العنب ، وعسل النحل ، بالإضافة إلى العديد من الأصناف الزراعية الأخرى.
كثرةً هي التطورات التي تجري حالياً في القرية نتيجة لجهود البلدية جنبا إلى جنب مع السكان من أجل التخفيف من المشاكل التي تراكمت على مر السنين بسبب عدم اكتراث الحكومة المركزية ، والحرب الأهلية والاحتلال

## أعلام
- محمود حمود